# Julius Veselý
Julius Josef Veselý (28. dubna 1852 Nasavrky u Chrudimi – 19. března 1920 Praha) byl český bankéř a podnikatel, dlouholetý generální ředitel Pražské úvěrní banky, jedné z prvních a největších bank a pojišťoven v rakousko-uherském mocnářství. Dlouhodobě žil a působil v Kolíně, posléze přesídlil s rodinou do Prahy. Roku 1912 se stal historicky prvním českým rejdařem vlastnícím zaoceánskou loď, když zakoupil obchodní parník přejmenovaný na Arna.

## Život

### Mládí a bankovní kariéra
Narodil se v městečku Nasavrky nedaleko Chrudimi do české rodiny. Vystudoval reálku v Kutné Hoře a obchodní akademii v Praze, poté byl zaměstnán jako úředník v Měšťanském pivovaru v Plzni. Roku 1875 nastoupil jako účetní do Úvěrní banky v Kolíně, kam se přestěhoval a kde se po pěti letech stal se ředitelem. V prvních letech své činnosti v Kolíně se zde angažoval i v prosperujícím cukerním průmyslu: roku 1880 se zasloužil o zřízení cukerního skladiště v blízkosti kolínského nádraží, které usnadnilo distribuci cukrové řepy a cukru z celého polabského cukrovarnického regionu. Rovněž v Kolíně působil jako aktivní divadelní ochotník v rámci spolku Tyl a rovněž se jako člen Divadelního družstva podílel na výstavbě kolínského divadla.

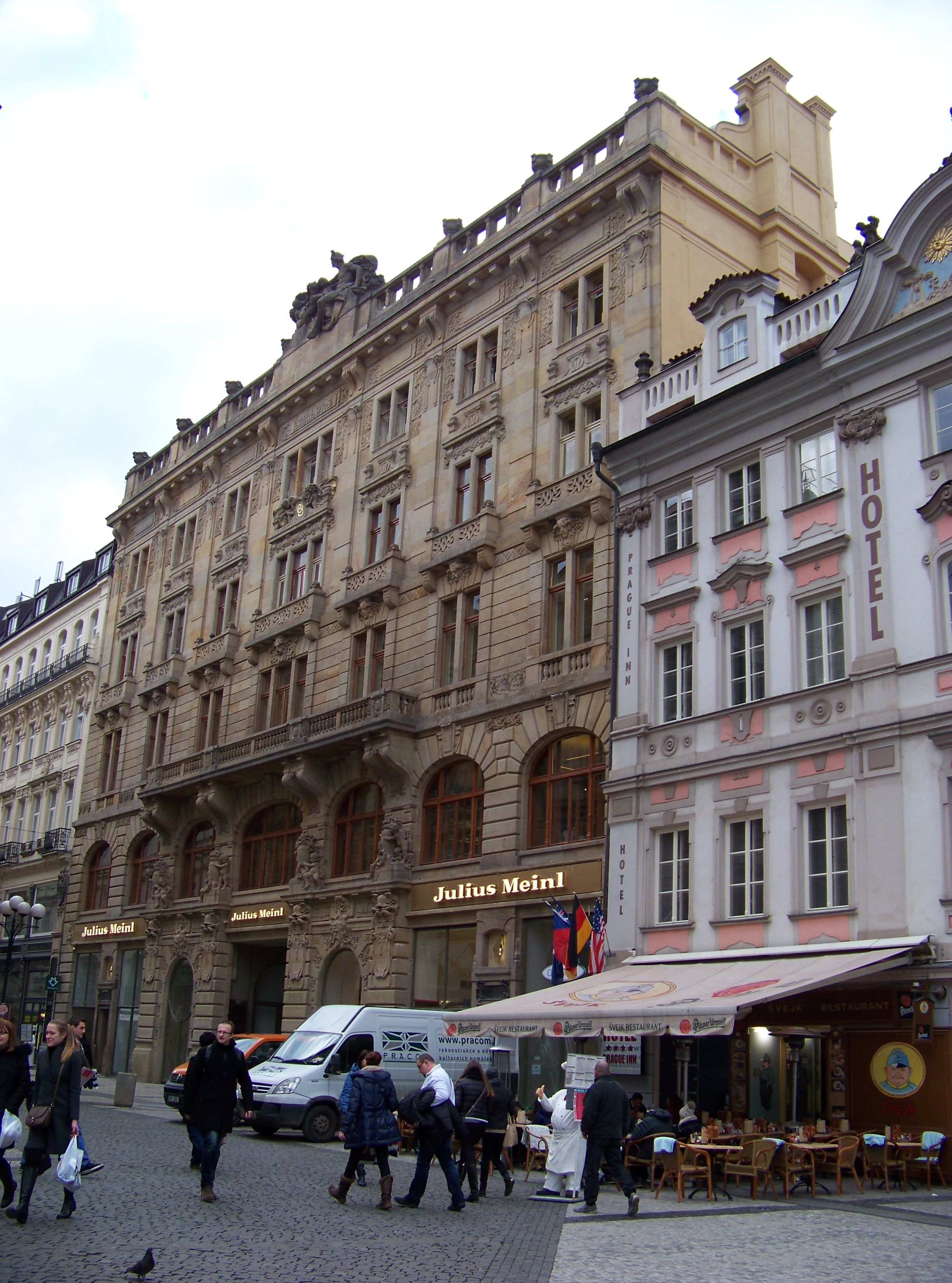
Sídlo Pražské úvěrní banky v ulici 28. října, Praha-Staré Město

Rovněž byl považován za odborníka na poli akciových trhů, bankovnictví či pojišťovnictví. Roku 1888 se výrazně zapojil do veřejné debaty k zákonu o skladištích vydáním textu Úvaha o návrhu zákona o zřízení a užívání veřejných skladišť, na základě kterého byl návrh zakona dále upravován. Sídlo banky se roku 1899 přeneslo do Prahy a název instituce byl změněn na Pražská úvěrní banka. Vedle čilé bankovní práce inicioval Veselý jako generální ředitel banky také vznik penzijního fondu či nemocenské pokladny pro úřednictvo banky. Banka sídlila v honosném sídle v pozdější ulici 28. října v těsné blízkosti Václavského náměstí a ulici Na příkopě, vystavěné podle návrhu Emila von Förstera a zbudována firmou stavitele Matěje Blechy, rovněž jednoho z podílníků banky. Z funkce ředitele odstoupil roku 1917.
Za své zásluhy o rakousko-uherské bankovnictví byl vyznamenán rytířským křížem Řádu Františka Josefa III. třídy.

### Rejdařem
Roku 1911 začal podnikat v oboru rejdařství, tj. obchodní zaoceánské plavby. 12. dubna 1912 zakoupil v rotterdamském přístavu britský nákladní parník Gelderland postavený roku 1900. Loď pak nechal přejmenovat podle své manželky Arnoštky, Arna. Šlo o parník postavený v roce 1910 v Blythu. Nosnost lodi byla 2 620 DWT, 1 539 BRT s výkonem parního stroje 190 HP. Loď byla 2. 8. 1914 v Taganrogu zabavena jako válečná kořist, posádka byla vyloděna a loď odvezena do Mariupolu, kde byla zařazena do ruské flotily. V roce 1914 byla loď potopena.
Rozsáhlejší obchodní aktivity však překazily okolnosti první světové války.

### Úmrtí
Julius Veselý zemřel 19. března 1920 ve věku 67 let. Pohřben byl v rodinné hrobce na Vyšehradském hřbitově.

### Rodinný život
Julius Veselý se roku 1878 v Kolíně oženil s Arnoštkou (Ernestinou) Steppanovou (Štěpánovou) pocházející z Chroustovic u Chrudimi. Měli spolu celkem pět dětí. Nejmladší dcera Arnoštka byla rovněž spolumajitelkou lodi Arna.